# Friedrich Stumpfl

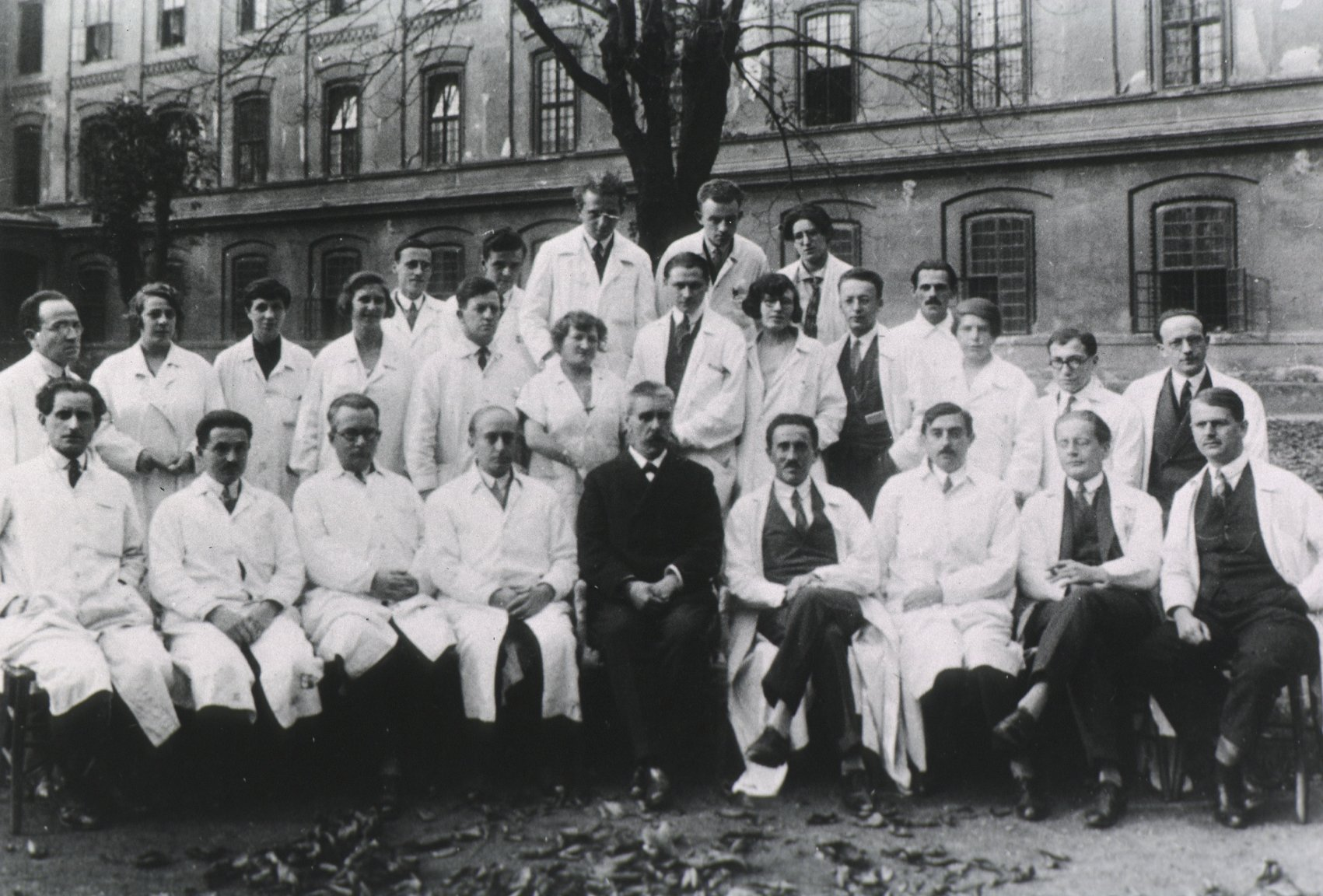
Wagner-Jaureggs
Ärzteteam in Wien 1927.
Friedrich Stumpfl in der 3. Reihe, der zweite von links

Friedrich Stumpfl (* 13. September 1902 in Wien; † 30. August 1997 in Innsbruck) war ein österreichischer Psychiater, Kriminalbiologe, nationalsozialistischer Rassenhygieniker und nach 1951 Gerichtsgutachter.

## Leben
Stumpfl war der Sohn eines Hofrats. Er belegte nach der Reifeprüfung ein Studium der Medizin und Anthropologie an den Universitäten Freiburg und Wien und wurde 1926 promoviert. 1930 wurde er Mitarbeiter der Deutschen Forschungsanstalt für Psychiatrie am Kaiser-Wilhelm-Institut in München und Assistent des Rassenhygienikers Ernst Rüdin mit dem von der Rockefeller Foundation und der DFG geförderten Forschungsschwerpunkt „Erbanlage und Verbrechen“. Stumpfl forschte an sogenannten Nichtsesshaften im Wanderhof Herzogsägmühle und versuchte zu belegen, dass Schwerverbrecher erbbedingt kriminell würden und versprach im Jahr 1936 Erbprognosen. Er arbeitete eng mit dem Kriminalbiologen Theodor Viernstein zusammen.
Stumpfl beschäftigte sich als Mitarbeiter des Bayerischen Landesverbandes für Wanderdienste mit der Selektion von Nichtsesshaften fürs Konzentrationslager. 1939 erhielt er die Lehrbefugnis für Psychiatrie, Kriminalbiologie und Erbcharakterkunde und kehrte nach Österreich zurück, um den Lehrstuhl und Institut für Erb- und Rassenbiologie an der Universität Innsbruck ab 1940 zu besetzen.
Obwohl Stumpfl die Lehrbefugnis noch nicht erteilt wurde, erhielt er im April 1939 per Erlass des Reichsministers vertretungsweise die neu errichtete Professur für Erb- und Rassenbiologie am bisherigen Institut für allgemeine und experimentelle Pathologie in Innsbruck. Dessen Vorstand Professor Gustav Bayer war beim Anschluss Österreichs von der Universität Innsbruck als Jude entlassen worden und hatte unmittelbar darauf gemeinsam mit seiner Tochter den Freitod gewählt. Im September 1939 erhielt Stumpfl die Planstelle Bayers. Er wurde Direktor des Instituts für Erblehre und Rassenhygiene.
Am 15. Juni 1939 beantragte er die Aufnahme in die NSDAP und wurde am 1. Jänner 1941 aufgenommen (Mitgliedsnummer 8.444.651). Armand Mergen war während der NS-Herrschaft Schüler von Friedrich Stumpfl und ab 1959 Präsident der Kriminologischen Gesellschaft. Gemeinsam führten sie rassenbiologische Studien über Tiroler Karner und Jenische durch und etikettierten sie als asozial. Mergen wurde 1942 bei Stumpfl mit einer Dissertation über die Kriminalität der Geisteskranken, untersucht an 200 Fällen der Universitätsklinik Innsbruck, promoviert.
Mit dem Ende des Zweiten Weltkrieges 1945 wurde das Institut für Erb- und Rassenbiologie in Institut für Anthropologie und Erbbiologie umbenannt, Stumpfl blieb jedoch weiterhin Leiter. Eine politische Überprüfung von Stumpfl 1946 durch die Universität Innsbruck endete mit einer Einstellung des Verfahrens. 1947 wurde er im Zuge der Auflösung des Instituts seines Amtes enthoben. Ab demselben Jahr arbeitete er als Leiter der Kinderpsychiatrischen Beobachtungsstation am Institut für Vergleichende Erziehungswissenschaft in Salzburg, ab 1949 als Nervenarzt für Gerichtspsychiatrie in Wien, bis ihm wieder eine Stelle in Innsbruck angeboten wurde, wo er Vorlesungen zu forensischer Psychiatrie an der Universität hielt. Im April 1953 schlug ein Professorenkollegium der Medizinischen Fakultät der Universität Innsbruck unter F. J. Holzer Stumpfl zur Wiederverleihung der Venia legendi für das Fach der Psychiatrie vor.
Ab dem Wintersemester 1953/54 hielt Stumpfl wieder Vorlesungen zu forensischer Psychiatrie an der Universität Innsbruck. und war dort von 1956 bis 1958 außerordentlicher Professor.
In einem Bewerbungsschreiben bezeichnete Stumpfl seine Familie als „großdeutsch und deutsch-völkisch“, antisemitisch und kirchenfeindlich.
Er erforschte vor allem Zusammenhänge zwischen Veranlagung und sozialem Verhalten bzw. Verbrechen. In seinen Studien versuchte er einen Zusammenhang zwischen charakterlichen Defekten und ihrem Auftreten in sozialen Gruppen herzustellen und pseudowissenschaftlich zu erklären. Dabei untersuchte er speziell „asoziales“ Verhalten und genetisch bedingte Kriminalität bei den Fahrenden, den „Karrnern“, Jenische, die zunehmend in die Verfolgungsmaschinerie der Nationalsozialisten gerieten. Stumpfl förderte die Aussonderung von Menschen, die das NS-Regime als „Asoziale“ harten Strafen bis zur körperlichen Vernichtung zuführte. Stumpfl und sein Institut waren für Diagnosen und Prognosen zuständig, die in der Folge über das Schicksal vieler Menschen mit entschied durch Einstufung als „Asozialer“, pathologisch Krimineller, Verweigerung des Ehezeugnisses. Als eine der wesentlichen Aufgabe des Instituts für Erb- und Rassenbiologie sah Stumpfl die „Züchtung“ einer Generation von Erbärzten.
Sowohl seine Einstellung als auch die Forschungsgebiete änderten sich im Laufe seines Lebens kaum. So stellten seine Arbeiten hauptsächlich Zusammenhänge zwischen kriminellem bzw. „asozialem“ Verhalten und Anlage/Vererbung bzw. ihrem Auftreten in Verwandtschaftsbeziehungen oder in Bevölkerungsgruppen wie den „Karrnern“ her. In Studien, die er während der NS-Zeit geschrieben oder angelegt hatte, und mit denen er auch nach 1945 im Wissenschaftsbetrieb weiterarbeitete, sprach er von der Minderwertigkeit bestimmter Personen, in einer Fernsehdiskussion aus dem Jahre 1989 stellte er klar, nie das Wort minderwertig gebraucht zu haben.

## Werk
Vier theoretische Bezüge kennzeichnen Stumpfls wissenschaftliche Arbeiten:
- Sie sind bezogen auf das Konzept der „Psychopathischen Persönlichkeit“: „Alles weist darauf hin, dass der Begriff der abnormen Persönlichkeit ein Seinsbegriff ist, dass dem was wir abnorme Persönlichkeit nennen, eine qualitativ besondere, auch konstitutionsmäßig besonders unterbaute Wesensart zugrunde liegt“[9]
- gestützt auf die psychiatrische Typenlehre von Kurt Schneider[10] „… So daß die Psychopathenlehre von Schneider den einzigen tragfähigen Boden für die Erbpathologie bietet“[9],
- der Kausalbeziehung von „Kriminalität“ und abnormer Persönlichkeit durch den Kraepelin-Schüler Johannes Lange[11] und Heinrich Kranz[12] weitgehend und mit einigen Einsprüchen verpflichtet und
- der endogenen Ätiologie der Psychopathie als „Ergebnis einer defekten Anlage“ durch Sigmund Biran verbunden: „Über die Tatsache der Erbbedingtheit solcher Abnormität besteht nach Ergebnissen der Zwillingsforschung kein Zweifel“[13], obschon immer von einer noch zu leistenden Verwissenschaftlichung der Erblehre in Zusammenarbeit mit der Psychopathologie und Psychiatrie die Rede ist und vor allzu raschen Annahmen gewarnt wird.

Die Zusammenarbeit zwischen Mergen und Stumpfl wurde auch durch das Kriegsende nicht unterbrochen. 1949 erschien:
- Mergen, Armand: „Die Tiroler Karrner“, Kriminologische und kriminalbiologische Studien an Landfahrern (Jenischen), Internat. Universum-Verlag Mainz 1949, in denen Konzepte wie Minderwertigkeit, Genverlust, negativer Auslese, Prädisposition und Schuldunfähigkeit benutzt werden. Es stellt sich die Frage, ob solche Begriffe wie in der Argumentation für eine Strafverfolgung jenseits von Schuld und Sühne wiederzuerkennen sind, ob Pauschalisierungen über die Kriminalität der Zigeuner in seinem 1978 erschienenen Werk Die Kriminalogie vorkommen und welche Bedeutung Mergens Entdeckung eines Teufels-Chromosoms resp. eines Mörder-Syndroms haben.

## Auszeichnungen
- Beccaria-Medaille 1971 in Gold der Kriminologischen Gesellschaft[14]

## Publikationen
- Studien über Verbrechen und Entstehung geistiger Störung. Hg. Ernst Rüdin. Verlag Julius Springer, München 1935; darin Stumpfl, Erbanlage und Verbrechen.
- Geistige Störungen als Ursache der Entwurzelung von Wanderern. In: Der nichtseßhafte Mensch. Ein Beitrag zur Neugestaltung der Raum- und Menschenordnung im Großdeutschen Reich. In Zusammenarbeit mit dem Bayerischen Staatsministerium des Innern Hg. Bayerischer Landesverband für Wanderdienst, München 1938. S. 275–308
- Psychopathien und Kriminalität, in Zs. Fortschritte der Erbpathologie, Rassehygiene und ihrer Grenzgebiete. 1941, Jg. 5, H. 2/3, S. 63
- Friedrich Stumpfl, a.o. Professor der Psychiatrie und Neurologie an der Universität Innsbruck: Motiv und Schuld. Eine psychiatrische Studie über den Handlungsaufbau bei kriminellem Verhalten, zugleich: Walter von Baeyer u. a. (Hrsg.), Zs. Psychiatrie und Recht. Heft 1, Franz Deuticke, Wien 1961, 75 Seiten ZDB-ID 1097884-7[15]